# 出雲號護衛艦
出雲號多用途運用護衛艦（日语：いずも，英文：JS Izumo, DDH-183）是日本海上自衛隊旗下的一艘多用途運用護衛艦（日语：ヘリコプター搭載護衛艦）（Helicopter Destroyer, DDH），為出雲級的一號艦（兩者得名自日本古代令制國「出雲國」），也是日本海上自衛隊的第七艘直升機護衛艦。2015年成軍後成為第1護衛隊群第1護衛隊的旗艦，以橫須賀港為母港。建造費用1,139億日圓。

## 命名
出雲號的艦名繼承於大日本帝國海軍的出雲級裝甲巡洋艦一號艦「出雲」，而其名稱又源自於令制國制度時代的出雲國（其範圍約為現今的島根縣東部）。

## 艦艇歷史
出雲號是根據日本防衛省的《2011年中期防衛力整備計劃》預定生產的19,500噸位級別、搭載直升機的護衛艦，並由IHI海洋聯合橫濱工廠負責建造，2012年1月27日動工。
2013年8月6日，出雲號在日本神奈川縣橫濱市舉行下水典禮，並於2015年3月25日正式服役。
2018年12月18日，日本內閣18日通過了新的《防衛計劃大綱》以及未來5年（2019年至2023年）的《中期防衛力整備計劃》。當中透露計劃將兩艘出雲級直升機護衛艦改裝成能夠搭載美製F-35B的航空母艦，這樣日本的海上部隊就在70多年來首次擁有海基空中打擊能力。。
2021年7月，出雲號完成第一階段改裝。

## 服役後的評價
中韓媒體質疑日本選廣島原爆紀念日下水可能脫離現有的和平憲法。专栏作家Kyle Mizokami認為，尽管看起来很像，但由于政治和工程方面的原因，严格地说它并不是一条航空母舰。但日本正处在一条有需要时便可拥有真正的航母的轨道上，而出云号可为建造一艘搭载固定翼飞机的真正航母积累经验。該艦上甲板能夠提供F-35B戰機垂直起降，有評論指出日本的戰機是傳統非艦載型式F-35C，同時出雲號的甲板不適合戰機升降，日本防衛省也回應指「這有違反『專守防衛』的政策」「尚未有利用出雲護衛艦進行戰鬥機起降的計畫」，對於選在6日下水，海上自衛隊解釋作出該選擇是因為當日大潮且為大吉日，與廣島原爆紀念日無關。
有時政評論認為，出雲號的服役是日本對中國近期發起的軍備競賽所做出的相互牽制的正常反应，其軍備、使用狀況等資料均維持極大透明度並沒有提升敵意，同時在承平时期还有救灾功能，發揮在加強人員以及物資輸送的能力來提高大型救災行動的效率等建設性合作用途上。

## 2021年航空母艦化改裝

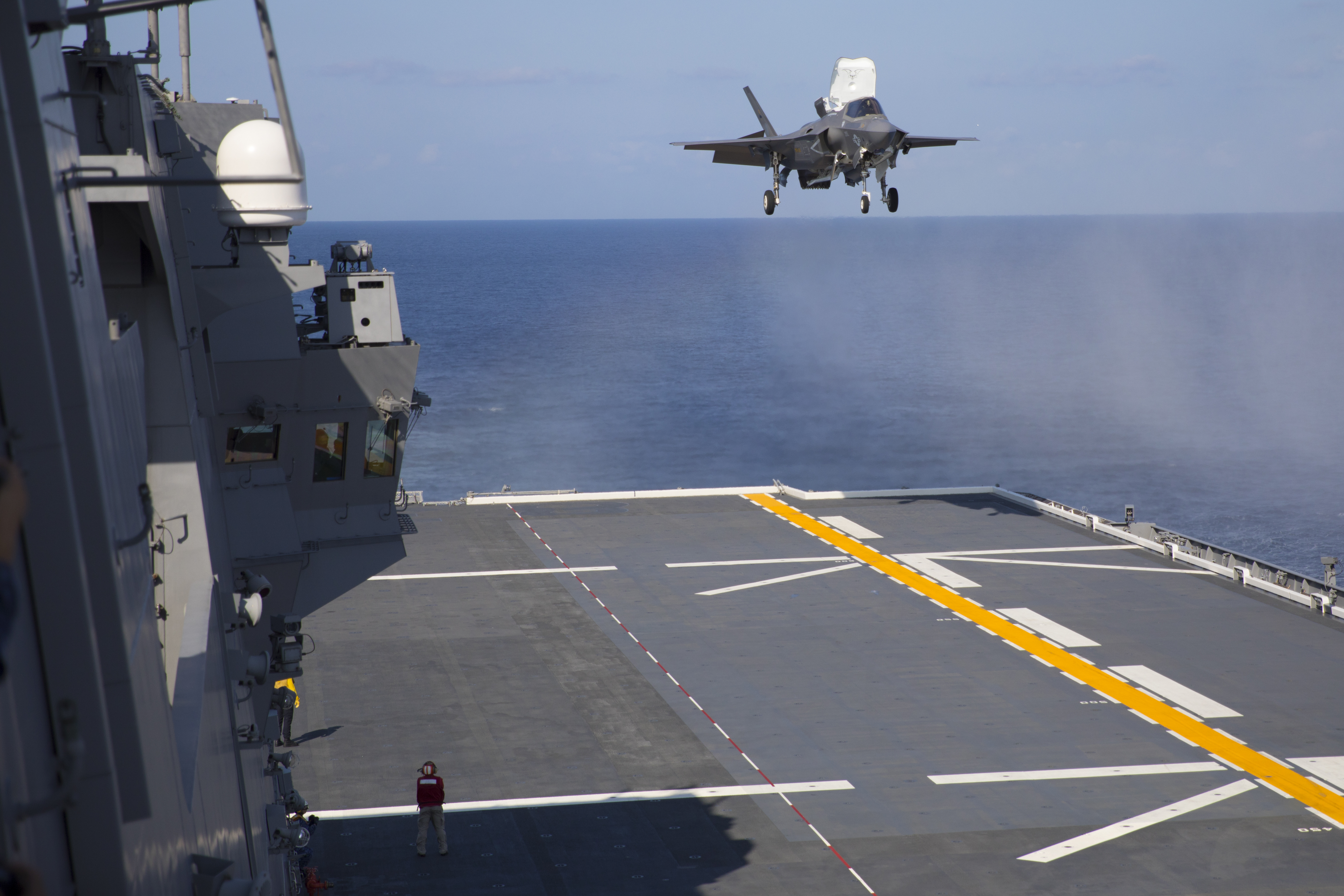
出雲號飛行甲板於2021年完成的新塗裝和標線，供美國海軍陸戰隊航空兵的F-35B戰鬥機進行試降，攝於2021年10月

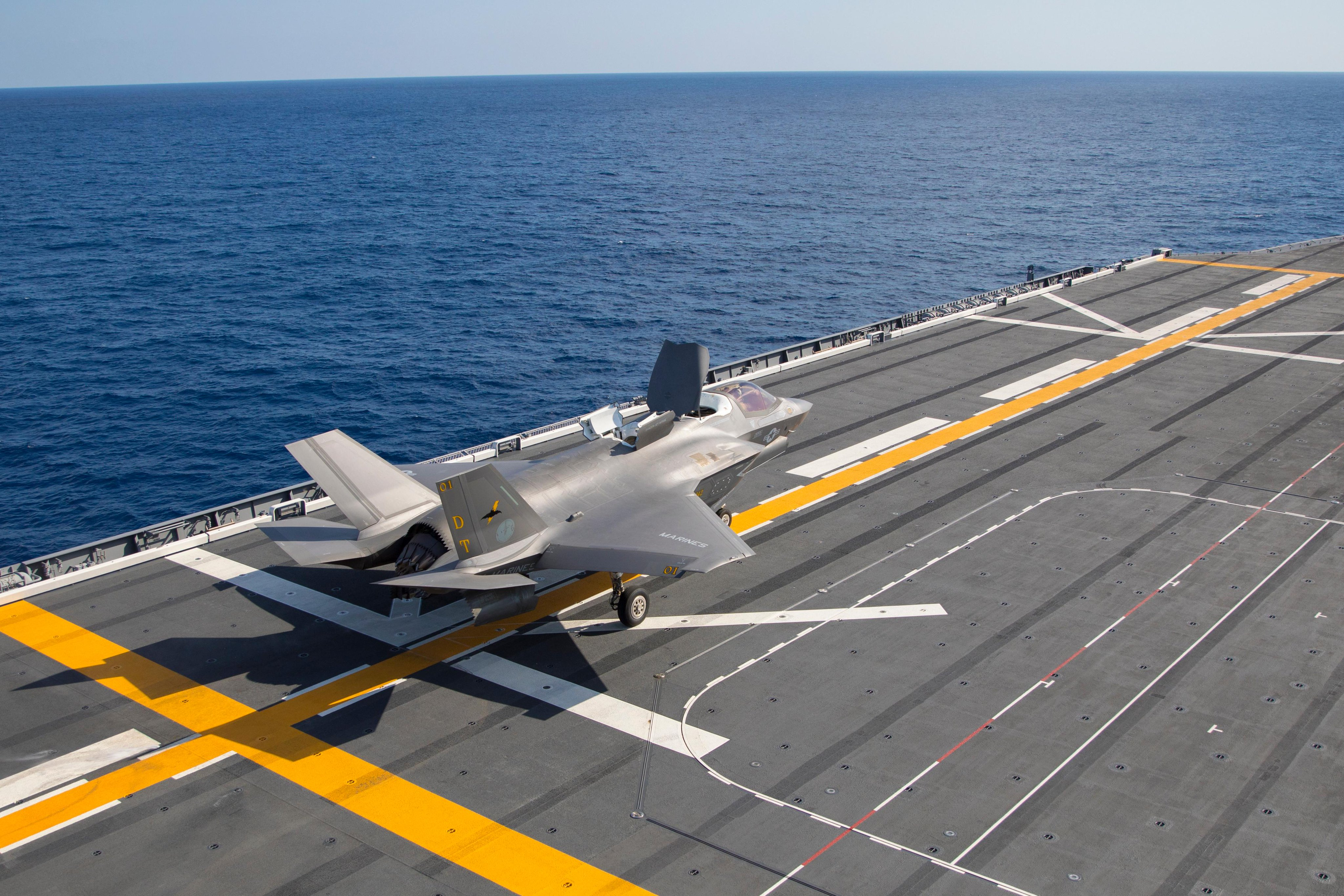
出雲號護衛艦於2021年完成的新塗裝和標線，供美國海軍陸戰隊航空兵的F-35閃電II戰鬥機進行滑行起飛，攝於2021年10月

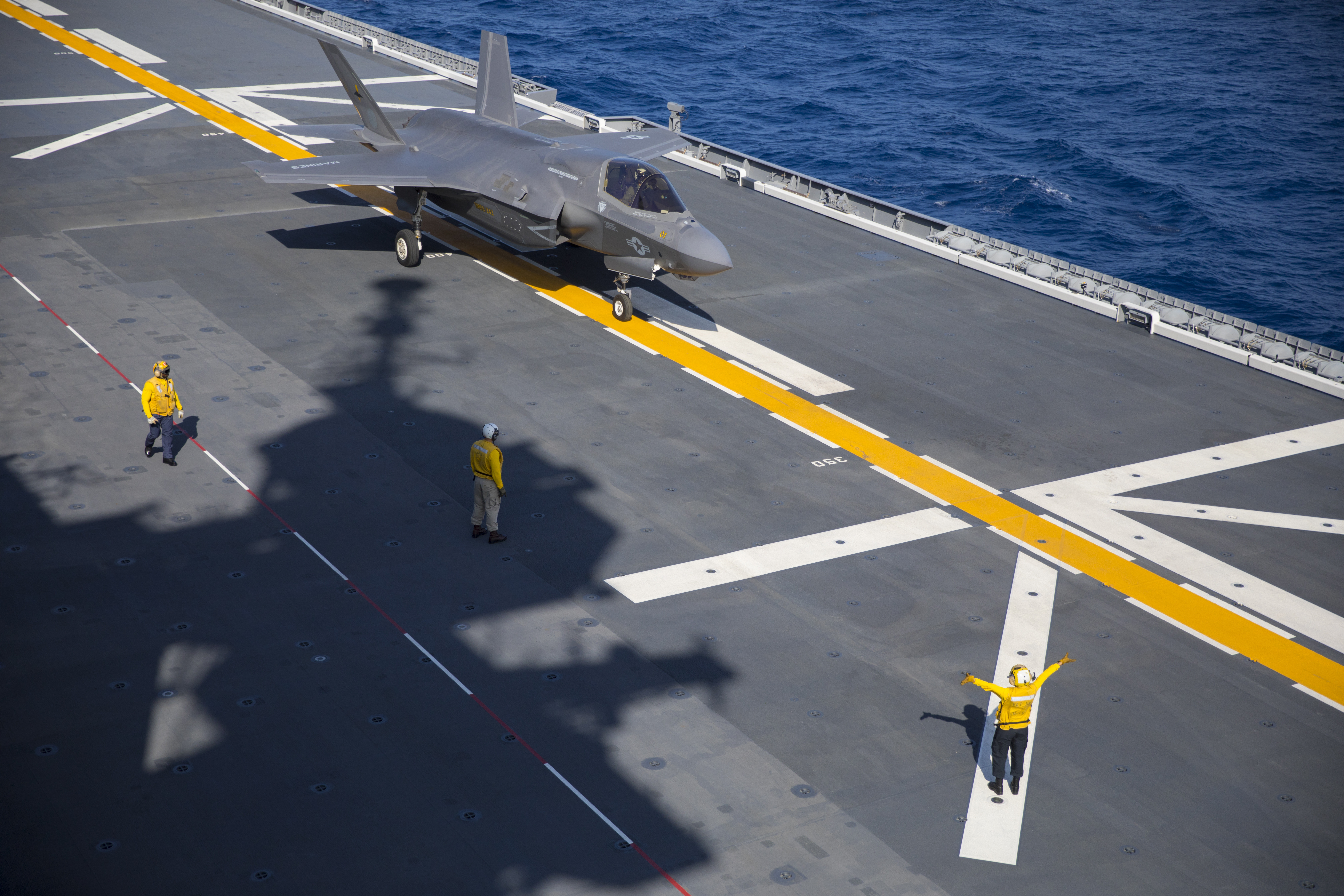
美國海軍陸戰隊航空兵的F-35B戰鬥機停放出雲號護衛艦上，攝於2021年10月

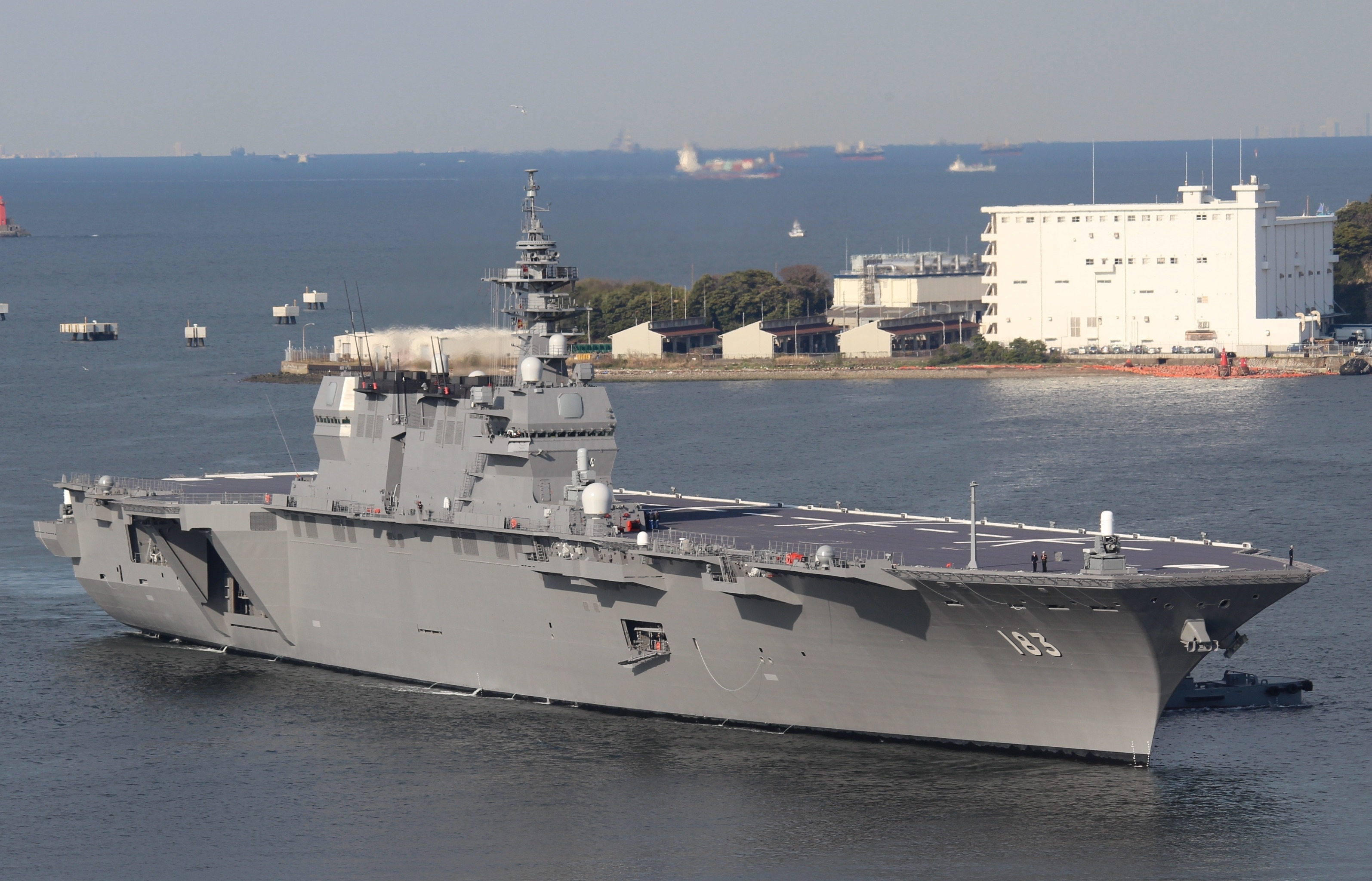
2015年3月25日成軍當日駛入母港橫須賀的出雲號。

報導指出，日本計劃改裝「出雲號」及「加賀號」以容納F-35B登艦。「出雲號」已於2021年7月完成第一階段改裝，包括甲板標示線和耐熱塗層。第二階段將把艦艏形狀從梯形改為矩形，並對部份艙室進行調整修改。
日本防衛省2021年9月30日發布消息稱，10月上旬將在朝著事實上航母化進行改裝的海上自衛隊護衛艦「出雲」號上，實施可短距離起飛和垂直降落的最尖端隱形戰機F-35B的起降試驗。由於日本還未引進F-35B，屆時將使用隸屬美軍的飛機。鑑於6月完成了提高甲板耐熱性的改裝，該試驗旨在為將來由自衛隊進行運用獲取必要知識。
2021年10月3日，美國海軍陸戰隊第242戰鬥機攻擊中隊F-35B首次在出雲號上起降，進行F-35B在出雲號上操作的資質認證，這不僅是出雲號首次起降F-35B戰鬥機，更是日军战后成立日本海上自衛隊以來，首次日本武装力量進行固定翼艦載機起降作業，只是这次象征性事件发生时使用的飞机不是选择日本自己的。

## 外部連結
- 海軍識別：DDH-183 出雲號 （页面存档备份，存于）（英文）